# Tusseladden
Der Tusseladden (norwegisch für Hofnarr) ist ein 1735 m hoher Nunatak im ostantarktischen Königin-Maud-Land. Er ragt am westlichen Ende des Gebirges Sør Rondane auf.
Wissenschaftler des Norwegischen Polarinstituts benannten ihn 1988.